# Bárbara Dichiara
Pour les articles homonymes, voir Dichiara.
Bárbara Dichiara est une joueuse de hockey sur gazon argentine. Elle évolue au poste de défenseure à Monte Hermoso et avec l'équipe nationale argentine.

## Biographie
Elle est née le 13 novembre 1996 à Mendoza.

## Carrière
- Elle a fait ses débuts en équipe première en juillet 2016 pour un triple match amical face à la Corée du Sud à Buenos Aires.

## Palmarès
- : 1re à la Coupe d'Amérique de la jeunesse en 2014.
- : 3e aux Jeux olympiques de la jeunesse en 2014.
- : 1re à la Coupe d'Amérique des U21 en 2016.
- : 1re à la Coupe du monde des U21 en 2016[2].
- : 1re aux Jeux sud-américains en 2018.
- : 2e à la Ligue professionnelle 2020-2021.
- : 1re à la Coupe d'Amérique en 2022.
- : 1re à la Ligue professionnelle 2021-2022.